# 國立竹東高級中學
國立竹東高級中學，簡稱竹東高中、東中，是一所位於臺灣新竹縣竹東鎮的國立高級中等學校。設有日間部普通科及進修部普通科、進修部商業經營科。

## 沿革
- 1946年5月6日，創設新竹市立新竹初級中學竹東分校，校址即今竹東國民中學現址。
- 1948年10月，獨立為新竹市立竹東初級中學。
- 1950年劃設新竹縣，校名改為新竹縣立竹東初級中學。
- 1951年8月，遷建於竹東鎮鳳陽山麓現址，並試辦高中。
- 1953年，增設高中部，校名改為新竹縣立竹東中學，並設立北埔分校（今北埔國中）。
- 1956年，設二重分校（今二重國中）、橫山分校（今橫山國中）、華山分校（今華山國中）三所分校及女生部（今竹東國中）與尖石分班（今尖石國中）、五峰分班（今五峰國中）。
- 1961年6月，升格為台灣省立竹東高級中學。
- 1969年，創辦夜間高級補習學校。
- 1974年，開始招收一年級商科新生。
- 2000年，改隸教育部，更名為國立竹東高級中學[2]。

## 校長
| 任期 | 姓名   | 任職日期   | 離職日期   | 備註                                                                         |
| ---- | ------ | ---------- | ---------- | ---------------------------------------------------------------------------- |
| 1    | 蘇瑞麟 | 1948年10月 | 1967年1月  | 調任臺灣省省立豐原高級商業職業學校                                           |
| 2    | 陳漢宗 | 1967年2月  | 1975年2月  | 調任臺北市教育局                                                             |
| 3    | 汪 洋  | 1975年3月  | 1982年1月  | 原臺灣省立板橋高級中學校長轉任，任滿退休                                     |
| 4    | 郎致運 | 1982年2月  | 1989年1月  | 原臺中市立向上國民中學校長轉任，調任臺灣省立員林高級中學                     |
| 5    | 何維清 | 1989年2月  | 1993年7月  | 調任臺灣省立仁愛高級農業職業學校                                             |
| 6    | 李逢周 | 1993年8月  | 1995年7月  | 原臺灣省立花蓮高級工業職業學校教務主任升任，調任臺灣省立羅東高級工業職業學校 |
| 7    | 吳勝國 | 1995年8月  | 2001年1月  | 原新竹市立光華國民中學校長轉任，任內退休                                     |
| 8    | 洪永吉 | 2001年2月  | 2005年1月  | 原國立成功商業水產職業學校校長轉任，任滿退休                                 |
| 9    | 江家珩 | 2005年2月  | 2009年7月  | 原臺北縣立石碇高級中學教務主任升任，調任國立三重高級中學                     |
| 10   | 徐文淞 | 2009年8月  | 2017年1月  | 原國立龍潭高級農工職業學校學務主任升任，任滿退休                             |
| 11   | 林桂鳳 | 2017年8月  | 2021年7月  | 原國立楊梅高級中學校長轉任，調任國立新竹女子高級中學                         |
| 12   | 李詩慶 | 2021年8月  | 2023年12月 | 原國立竹南高級中學校長轉任，任內退休應聘新竹市私立光復高級中學校長           |
| 代理 | 彭德和 | 2024年2月  | 2024年7月  |                                                                              |
| 14   | 詹文克 | 2024年8月  | 現任       | 原國立新竹高級工業職業學校教務主任升任                                       |

## 外部連結
- 國立竹東高級中學（页面存档备份，存于）（繁體中文）